# رامون رودريغيز (لاعب كرة قدم)
رامون رودريغيز (بالإسبانية: Ramón Rodríguez del Solar)‏ (8 أغسطس 1977 - ) هو لاعب كرة قدم بيروفي في مركز الهجوم. لعب مع سيينسيانو وديبورتيفو مانيسيبال ‏ وAlianza Atlético ‏ وCusco FC ‏ ونادي أياكوتشو ونادي ميلغار أريكيبا وCobresol ‏ وسبورت بويز وTotal Chalaco ‏.

## وصلات خارجية
- رامون رودريغيز على موقع قاعدة بيانات كرة القدم.إي يو (الإنجليزية)